# Conus lineopunctatus
Espèce
Conus lineopunctatus est une espèce de mollusques gastéropodes marins de la famille des Conidae.
Comme toutes les espèces du genre Conus, ces escargots sont prédateurs et venimeux. Ils sont capables de « piquer » les humains et doivent donc être manipulés avec précaution, voire pas du tout.

## Description
La taille de la coquille varie entre 22 mm et 43 mm.

## Distribution
Cette espèce marine dans l'océan Atlantique Sud au large de Angola à une profondeur de 20 m.

## Taxinomie

### Publication originale
L'espèce Conus lineopunctatus a été décrite pour la première fois en 1977 par la malacologiste américaine Sally Diana Lee Kaicher (d) dans « Card catalogue of world-wide shells »,.

### Synonymes
- Conus (Lautoconus) lineopunctatus Kaicher, 1977 · appellation alternative
- Conus guttatus Kiener, 1848 · non accepté (invalide : secondary junior homonym..)
- invalide : secondary homonyme junior de Cucullus guttatus Röding, 1798; Conus neoguttatus is a replacement name
- Conus neoguttatus da Motta, 1991 · non accepté
- Varioconus lineopunctatus (Kaicher, 1977) · non accepté
- Varioconus neoguttatus (da Motta, 1991) · non accepté